# IX secolo a.C.
Il IX secolo a.C. (nono secolo avanti Cristo) è il secolo che inizia nell'anno 900 a.C. e termina nell'anno 801 a.C. incluso.

## Avvenimenti
- Intorno a questo periodo fu fondata la Pompei antica, anche se pare che sia ancora precedente.
- Fondazione di Capua
- Cartagine è fondata dai Fenici (814 a.C.)
- Viene fondata la città di Antium
- Primo nucleo abitativo Villanoviano a Bologna (900 a.C.)
- La civiltà italica più fiorente ed evoluta fu quella degli Etruschi
- Interregno Gonghe durante la Dinastia Zhou occidentale in Cina (841 a.C.) Zhōu Lìwáng, 10º Re della Dinastia Zhou occidentale, viene esautorato da un colpo di Stato e sostituito da una diarchia di Duchi (di Zhou e di Zhao) che ressero il potere fino all'828 a.C.

## Invenzioni, scoperte, innovazioni
- Inizio dell'età del ferro nel Lazio, Italia